# Satellite Awards 2017
22. ročník udílení Satellite Awards se konal dne 11. února 2018. Nominace byly oznámeny dne 29. prosince 2017.

## Nominace a vítězové

### Speciální ocenění
- Auter Award – Greta Gerwig
- Humanitarian Award: Stephen Chbosky
- Mary Pickford Award: Dabney Coleman
- Nikola Tesla Award: Robert Legato
- Nejlepší první film: John Carroll Lynch – Lucky
- Nejlepší filmové obsazení: Mudbound
- Nejlepší televizní obsazení: Poldark

### Film
| Nejlepší film | Nejlepší režisér |
| --- | --- |
| Na konci světa (remíza) Tři billboardy kousek za Ebbingem (remíza) - Pěkně blbě - Dej mi své jméno - Dunkerk - Uteč - Já, Tonya - Lady Bird - Mudbound - Tvář vody                                                                                                | Jordan Peele – Uteč - Guillermo del Toro – Tvář vody - Christopher Nolan – Dunkerk - Sean Baker – The Florida Project - Greta Gerwig – Lady Bird - Dee Rees – Mudbound |
| Nejlepší herec v hlavní roli | Nejlepší herečka v hlavní roli |
| Gary Oldman – Nejtemnější hodina (remíza) Harry Dean Stanton – Lucky (remíza) - Daniel Day-Lewis – Nit z přízraků - James Franco – The Disaster Artist: Úžasný propadák - Jake Gyllenhaal – Silnější - Robert Pattinson – Dobrý časy - Jeremy Renner – Wind River | Sally Hawkins – Tvář vody (remíza) Diane Krugerová – Odnikud (remíza) - Jessica Chastainová – Velká hra - Judi Dench – Victoria a Abdul - Frances McDormandová – Tři billboardy kousek za Ebbingem - Saoirse Ronan – Lady Bird - Emma Stoneová – Souboj pohlaví - Margot Robbie – Já, Tonya |
| Nejlepší herec ve vedlejší roli | Nejlepší herečka ve vedlejší roli |
| Sam Rockwell – Tři billboardy kousek za Ebbingem - Willem Dafoe – The Florida Project - Armie Hammer – Dej mi své jméno - Dustin Hoffman – Meyerowitzovic historky (nový výběr) - Mark Rylance – Dunkerk - Michael Shannon – Tvář vody                            | Lois Smith – Marjorie Prime - Mary J. Blige – Mudbound - Holly Hunter – Pěkně blbě - Allison Janney – Já, Tonya - Melissa Leo – Novitiate - Laurie Metcalf – Lady Bird |
| Nejlepší původní scénář | Nejlepší adaptovaný scénář |
| Martin McDonagh – Tři billboardy kousek za Ebbingem - Christopher Nolan – Dunkerk - Sean Baker a Chris Bergoch – The Florida Project - Jordan Peele – Uteč - Greta Gerwig – Lady Bird - Guillermo del Toro a Vanessa Taylor – Tvář vody                           | Scott Neustadter a Michael H. Weber – The Disaster Artist: Úžasný propadák - James Ivory – Dej mi své jméno - Aaron Sorkin – Velká hra - Lee Hall – Victoria a Abdul - Brian Selznick – Okouzlení - Jason Fuchs a Allan Heinberg – Wonder Woman                                             |
| Nejlepší skladatel | Nejlepší původní píseň |
| Ruper Gregson-Williams – Wonder Woman - Dario Marianelli – Nejtemnější hodina - Hans Zimmer – Dunkerk - Alexandre Desplat – Tvář vody - Michael Giacchino – Válka o planetu opic - Carter Burwell – Okouzlení                                                     | „Stand Up for Something" – Marshall - „I Don't Wanna Live Forever„ – Padesát odstínů temnoty - „It Ain't Fair„ – Detroit - „Prayers for This World„ – Slzy Sýrie - „The Promise„ – Příslib - „Truth to Power“ – Nepříjemné pokračování: Nebát se říct pravdu                                |
| Nejlepší animovaný film | Nejlepší cizojazyčný film |
| Coco - Psychonauti, zapomenuté děti - Mimi šéf - Auta 3 - Živitel - LEGO Batman film - S láskou Vincent | Odnikud (Německo) - 120 BPM (Francie) - Ženou z boží vůle (Švýcarsko) - First They Killed My Father (Kambodža) - Nemilovaní (Rusko) - Čtverec (Švédsko) - Bílé slunce (Nepál) - Foxtrot (Izrael)                                                                                            |
| Nejlepší dokument | Nejlepší kamera |
| Chasing Coral - City of Ghosts - Slzy Sýri - Ex Libris: The New York Public Library - Peklo na zemi: Pád Sýrie a vzestup Isis - Human Flow - Icarus - Kedi - Legion of Brothers                                                                                   | Roger Deakins – Blade Runner 2049 - Bruno Delbonnel – Nejtemnější hodina - Hoyte van Hoytema – Dunkerk - Dan Laustsen – Tvář vody - Sam Levy – Lady Bird - Ben Davis – Tři billboardy kousek za Ebbingem                                                                                    |
| Nejlepší vizuální efekty | Nejlepší výprava |
| Blade Runner 2049 - Vetřelec: Covenant - Dunkerk - Tvář vody - Válka o planetu opic - Wonder Woman | Tvář vody - Blade Runner 2049 - Dunkerk - Zmenšování - Uteč - Nit z přízraků |
| Nejlepší střih | Nejlepší zvuk |
| William Hoy – Válka o planetu opic - Jonathan Amos a Paul Machliss – Baby Driver - Valerio Bonelli – Nejtemnější hodina - Lee Smith – Dunkerk - Sidney Wolinsky – Tvář vody - Jon Gregory – Tři billboardy kousek za Ebbingem                                     | Dunkerk - Blade Runner 2049 - Coco - Nejtemnější hodina - Logan: Wolverine - Válka o planetu opic |
| Nejlepší kostýmy | |
| Nit z přízraků – Mark Bridges - Kráska a zvíře – Jacqueline Durran - Oklamaný – Stacey Battat - Dunkerk – Jeffrey Kurland - Vražda v Orient expressu – Alexandra Byrne - Victoria & Abdul – Consolata Boyle                                                       | |

### Televize
| Nejlepší seriál (drama) | Nejlepší seriál (muzikál nebo komedie) |
| --- | --- |
| Vikingové (History) - Příběh služebnice (Hulu) - Proč? 13x proto (Netflix) - Aféra (Showtime) - Midhunter (Netflix) - Taboo (FX)                                                                                     | Proč? 13x proto (Netflix) - Atypical (Netflix) - Baskets (FX) - Drápy (TNT) - Holky za mřížemi (Netflix) - Tohle jsme my (NBC) - Viceprezident(ka) (HBO)                                                    |
| Nejlepší žánrový seriál | Nejlepší minisérie |
| Hra o trůny (HBO) - Američtí bohové (Starz) - Pozůstalí (HBO) - Legion (FX) - Cizinka (Starz) - Stranger Things (Netflix)                                                                                            | Sedmilhářky (HBO) - Zlá krev (HBO) - Guerrilla (Showtime) - Rillington Place (Sundance Now) - When We Rise (ABC) - Mladý papež (HBO)                                                                        |
| Nejlepší herec (drama/žánr) | Nejlepší herečka (drama/žánr) |
| Jonathan Groff – Mindhunter - Brendan Gleeson – Mr. Mercedes - Tom Hardy – Taboo - Sam Heughan – Cizinka - Ewan McGregor – Fargo - Harry Treadaway – Mr. Mercedes                                                    | Elisabeth Mossová – Příběh služebnice - Caitriona Balfe – Cizinka - Carrie Coon – Pozůstalí - Maggie Gyllenhaal – The Deuce: Špína Manhattanu - Katherine Langford – Proč? 13x proto - Ruth Wilson – Aféra  |
| Nejlepší herec (muzikál nebo komedie) | Nejlepší herečka (muzikál nebo komedie) |
| William H. Macy – Shameless - Aziz Ansari – Master of None - Zach Galifianakis – Baskets - Neil Patrick Harris – A Series of Unfortunate Events - John Lithgow – Trial & Error - Thomas Middleditch – Silicon Valley | Niecy Nash – Drápy - Alison Brie – GLOW: Nádherné ženy wrestlingu - Kathryn Hahn – I Love Dick - Ellie Kemper – Nezdolná Kimmy Schmidt - Julia Louis-Dreyfus – Viceprezident(ka) - Issa Rae – Nesvá         |
| Nejlepší herec (minisérie nebo TV film) | Nejlepší herečka (minisérie nebo TV film) |
| Robert De Niro – Čaroděj ze země lží - Benedict Cumberbatch – Sherlock - Jude Law – Mladý papež - Ewan McGregor – Fargo - Tim Pigott-Smith – King Charles III                                                        | Nicole Kidman – Sedmilhářky - Joanne Froggatt – Dark Angel - Jessica Lange – Zlá krev - Elisabeth Mossová – Na jezeře - China Girl - Michelle Pfeifferová – Čaroděj ze země lží - Susan Sarandon – Zlá krev |
| Nejlepší herec ve vedlejší roli | Nejlepší herečka ve vedlejší roli |
| Michael McKean – Volejte Saulovi - Louie Anderson – Baskets - Christopher Eccleston – Pozůstalí - Alexander Skarsgård – Sedmilhářky - Lakeith Stanfield – War Machine - Stanley Tucci – Zlá krev                     | Ann Dowd – Příběh služebnice - Danielle Brooks – Holky za mřížemi - Judy Davisová – Zlá krev - Laura Dern – Sedmilhářky - Regina Kingová – American Crime - Shailene Woodley – Sedmilhářky                  |
| Nejlepší televizní film | |
| Čaroděj ze země lží (HBO) - Nesmrtelný život Henrietty Lacksové (HBO) - King Charles III (BBC/PBS) - To Walk Invisible: The Bronte Sisters (Netflix) - War Machine (Netflix)                                         | |